# Cuộc thi áo tắm

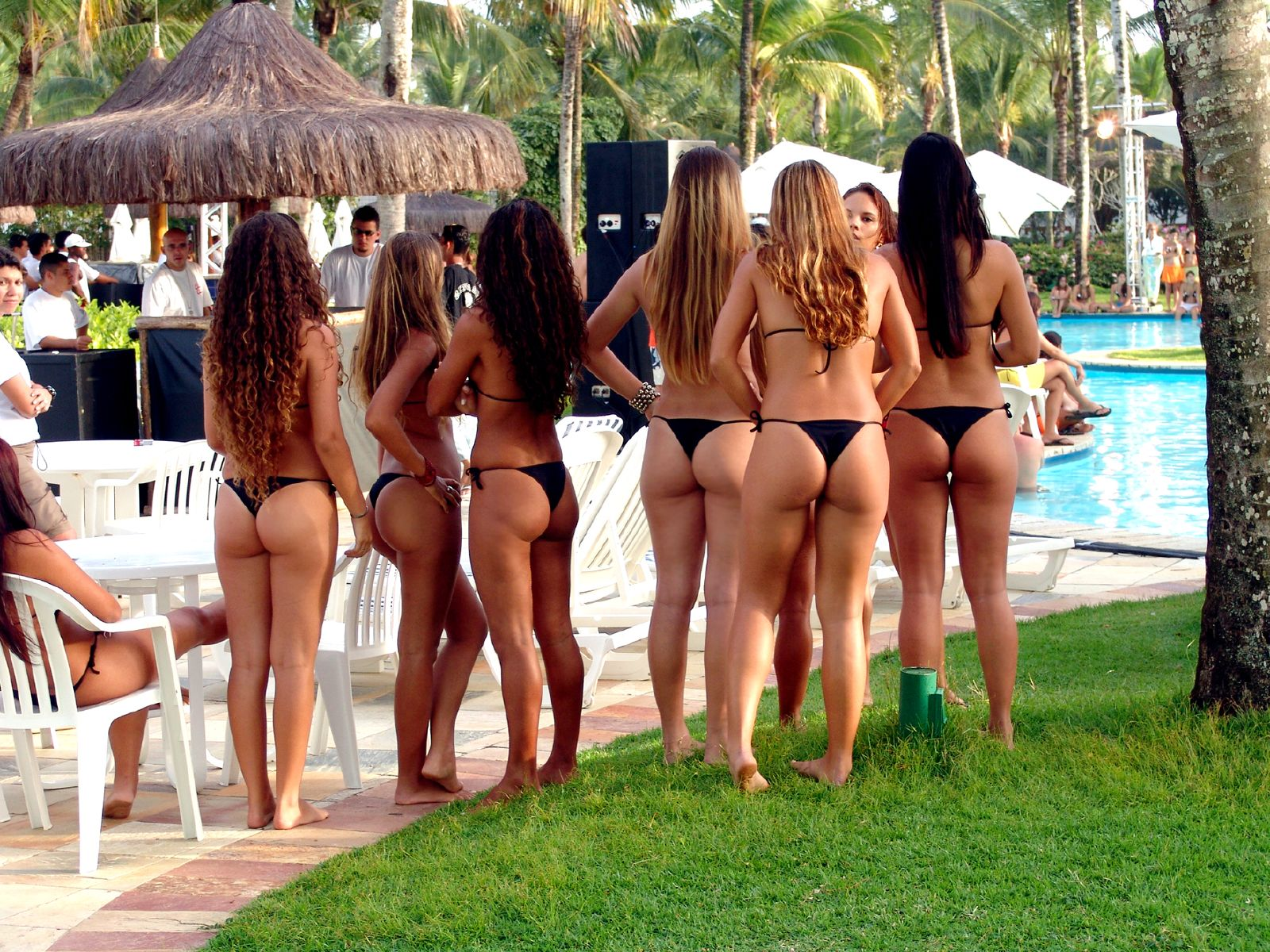
Một nhóm các nữ thí sinh đang chuẩn bị cho phần thi áo tắm

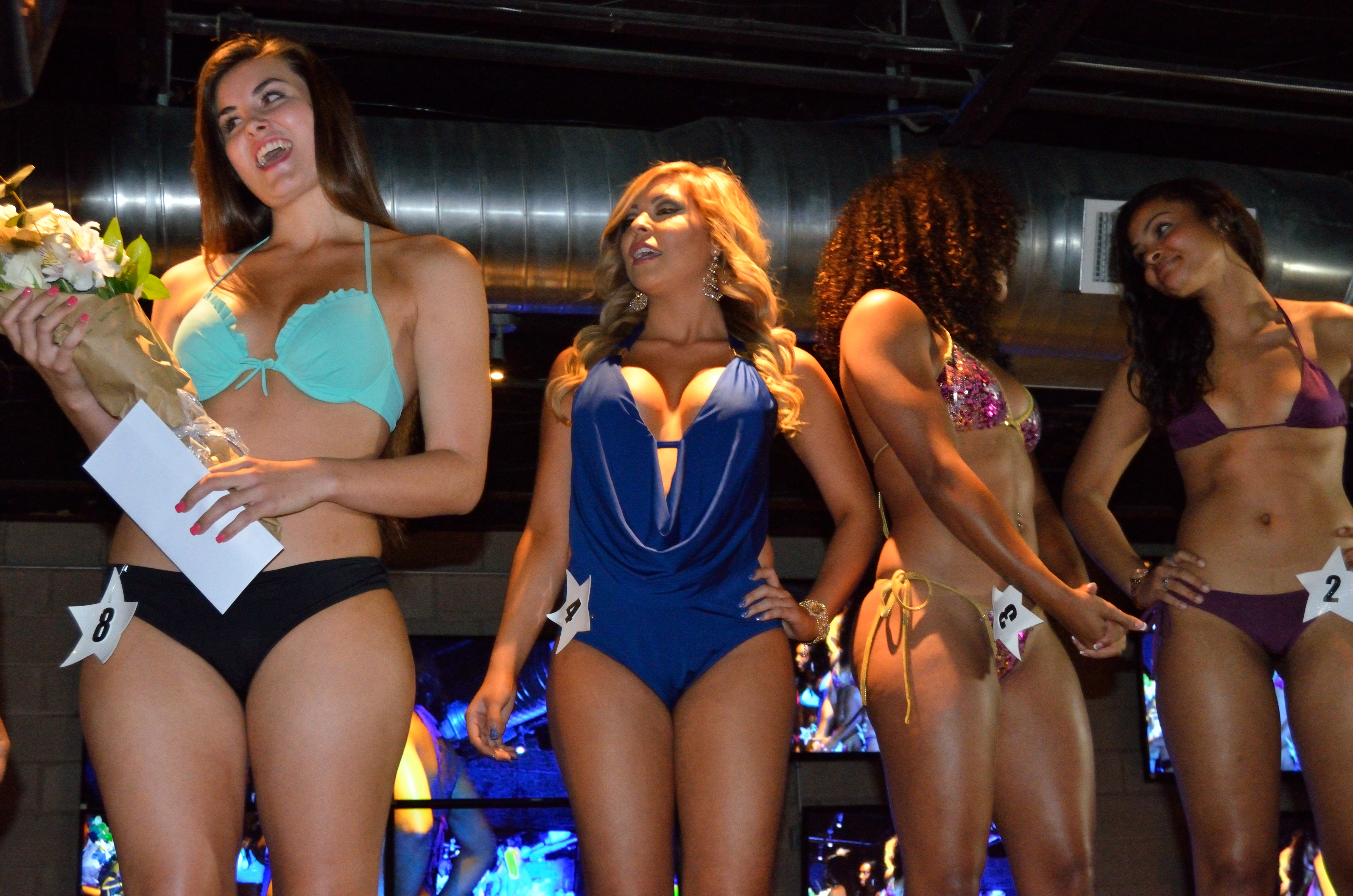
Chung cuộc phần thi áo tắm tại Ojos Locos

Cuộc thi áo tắm (Swimsuit competition) ngày nay thường được gọi là Phần thi bikini là một cuộc thi sắc đẹp được đánh giá và xếp hạng theo đề tài khi các thí sinh mặc áo tắm, điển hình là bikini. Một trong những tiêu chí đánh giá là sức hấp dẫn hình thể với cơ thể khỏe khoắn, gợi cảm của các thí sinh. Các cuộc thi sắc đẹp quốc tế Big Four (Tứ đại Hoa hậu) là những ví dụ minh chứng về một cuộc thi như vậy. Các cuộc thi áo tắm đôi khi được các công ty tổ chức hoặc tài trợ cho mục đích tiếp thị hoặc để tìm người mẫu mới cho sản phẩm của các công ty, với các cuộc thi được trình diễn như một loại hình giải trí dành cho người lớn. Các cuộc thi đồ bơi đã trở thành một phần của các cuộc thi sắc đẹp gọi là phần thi áo tắm, chẳng hạn như cuộc thi Hoa hậu Trái đất và Hoa hậu Thế giới, và các nhà tài trợ đã bao gồm các thương hiệu thương mại như Hawaiian Tropic.
Các cuộc thi cũng được tổ chức tại các quán bar và hộp đêm, trong thời gian tạm nghỉ của các trận đấu quyền anh hoặc đấu vật và tại các triển lãm ô tô. Các cuộc thi thể hình và thể vóc đã phát triển để bao gồm cả phần thi bikini. Những người tham gia các cuộc thi như vậy có thể cạnh tranh để giành các giải thưởng bao gồm cúp, tiền thưởng và những hợp đồng làm người mẫu. Bất chấp sự nổi tiếng và sự tham gia tự nguyện của các nữ thí sinh thì các cuộc thi áo tắm, đặc biệt là phần thi bikini đôi khi vẫn gây tranh cãi. Các nhà phê bình cho rằng các cuộc thi sắc đẹp củng cố ý tưởng rằng các cô gái và phụ nữ chủ yếu được đánh giá cao về ngoại hình và điều này gây áp lực buộc phụ nữ phải tuân theo các tiêu chuẩn sắc đẹp thông thường. Cựu Tổng thống Mỹ Donald Trump còn được biết đến là người sở hữu cuộc thi sắc đẹp Hoa hậu Hoàn vũ cho đến khi nó được William Morris Endeavour mua lại đã từ nói với Fox News: "Chà, tôi thực sự rất vui về điều đó và bởi vì nếu cuộc thi Hoa hậu Thế giới mà không có phần thi bikini thì cuộc thi sẽ bị tụt hạng ngay"

## Tổng quan

Nữ thí sinh Jacklyn Ocean với phần thi áo tắm thể hình phô diễn cơ thể khỏe khoắn

Yêu cầu thí sinh mặc áo tắm tại phần thi áo tắm là một khía cạnh gây tranh cãi trong các cuộc thi khác nhau. Tranh cãi càng dâng cao khi bikini ngày càng phổ biến sau khi được giới thiệu vào năm 1946. Trang phục bikini bị cấm tham gia cuộc thi Hoa hậu Mỹ năm 1947 vì những người phản đối Công giáo La Mã. Khi cuộc thi Hoa hậu Thế giới bắt đầu vào năm 1951, đã có một làn sóng phản đối kịch liệt khi người chiến thắng đăng quang trong trang phục bikini Giáo hoàng Pius XII lên án việc trình diễn trang phụ hở hang như bikini là một tội lỗi rất nghiêm trọng và là sự hủy hoại các giá trị đạo đức Ki-tô giáo, và các quốc gia có truyền thống tôn giáo đe dọa rút các đại diện. Bộ bikini đã bị cấm cho các cuộc thi trong tương lai và các cuộc thi khác..
Mãi cho đến cuối những năm 1990, chúng mới được phép trở lại, nhưng vẫn gây ra tranh cãi khi các trận chung kết được tổ chức ở những quốc gia mà bikini (hay đồ bơi nói chung) bị xã hội phản đối. Ví dụ, vào năm 2003, Vida Samadzai đến từ Afghanistan đã gây náo động ở quê nhà khi cô tham gia cuộc thi Hoa hậu Trái Đất trong bộ bikini màu đỏ. Cô bị Tòa án Tối cao Afghanistan lên án, cho rằng việc phô bày cơ thể phụ nữ như vậy là vi phạm luật Hồi giáo và văn hóa Afghanistan. Năm 2012, ban tổ chức cuộc thi Hoa hậu Italia thông báo cấm thí sinh mặc bikini dự thi. Họ chỉ chấp nhận những bộ áo tắm một mảnh hoặc áo tắm kiểu cổ điển, kín đáo như ở thập niên 1950. Patrizia Mirigliani - nhà tổ chức Miss Italia - cho hay quyết định này nằm trong nỗ lực nhằm đưa cuộc thi về với "vẻ đẹp cổ điển". Việc loại bỏ bikini cũng đồng thời mang lại "yếu tố tao nhã" cho sàn đấu sắc đẹp này.
Năm 2013, vòng thi áo tắm của cuộc thi Hoa hậu Thế giới đã phải chuyển thành trang phục đi biển sarong vì các cuộc biểu tình của người Hồi giáo ở Bali (Indonesia), nơi diễn ra cuộc thi. Năm 2015, cuộc thi Hoa hậu Thế giới đã chính thức loại bỏ phần thi áo tắm khỏi cuộc thi của mình. Năm 2016, Hoa hậu Tuổi Teen Mỹ (Miss Teen USA) chuyển phần thi áo tắm thành phần thi trang phục thể thao. Năm 2018, Hoa hậu Mỹ (Miss America) loại bỏ phần thi áo tắm sau 97 năm. Năm 2019, lần đầu tiên cuộc thi Hoa hậu Venezuela sẽ không công bố số đo 3 vòng (vòng ngực, vòng eo, vòng hông) của 24 thí sinh tham dự nữa, dù đây là quốc gia nổi tiếng về thi hoa hậu. Quyết định này được đưa ra do các cuộc thi nhan sắc đang đối mặt với những chỉ trích của công luận vì quá chú trọng tới vẻ đẹp hình thể. Cô Gabriela Isler, người phát ngôn của cuộc thi Hoa hậu Venezuela và cũng là Hoa hậu Hoàn vũ 2013, nói: "Vẻ đẹp của một phụ nữ không phải là 90, 60, 90... Nó được đo bằng tài năng của mỗi người". Năm 2017, Carousel Productions bị chỉ trích vì tổ chức phần thi phản cảm với phụ nữ trong cuộc thi Hoa hậu Trái Đất 2017, nơi các thí sinh mặc đồ bơi trong sự kiện với tấm màn che mặt trong Người đẹp Hình thể, một phân đoạn được giới thiệu lần đầu tiên trong cuộc thi Hoa hậu Trái Đất Philippines 2017.
Các tổ chức đấu tranh vì quyền phụ nữ trên thế giới đã phê phán phần thi bikini trong các cuộc thi sắc đẹp, vì ở đó công chúng thoải mái buông ra những lời nhận xét khiếm nhã (dù vô tình hay cố tình) có thể làm tổn thương phụ nữ. Màn thi bikini đã trực tiếp cổ vũ tâm lý coi cơ thể phụ nữ là vật trưng bày mua vui, hạ thấp nhân phẩm phụ nữ, nhiều cô gái tham dự đã trở thành đối tượng bị chê bai, xúc phạm nặng nề chỉ vì cơ thể họ có khiếm khuyết Có người đã chỉ ra rằng: nhiều người cổ vũ màn thi bikini vì nó khiến họ có thể được săm xoi cơ thể hở hang của các người đẹp, nhưng "nếu đặt mình vào vị trí phụ huynh hoặc người thân của thí sinh, liệu họ sẽ cảm thấy thế nào khi chứng kiến cô con gái non nớt của mình phô bày thân thể trước hàng triệu người xa lạ như vậy?" Có quan điểm còn cho rằng màn thi bikini là tàn tích xa xưa của việc mua bán nô lệ, tại đó nữ nô lệ bị lột trần trên sân khấu để hàng nghìn người định giá thông qua việc xăm soi cơ thể trần trụi của họ.
Cuộc đấu tranh lâu dài của các nhóm nữ quyền đã bước đầu có kết quả và làm ban tổ chức các cuộc thi hoa hậu ở các quốc gia khác phải suy nghĩ lại. Đến đầu thập niên 2010, nhiều cuộc thi hoa hậu trên thế giới bắt đầu loại bỏ phần thi trang phục bikini do những chỉ trích về văn hóa và đạo đức. Các cuộc thi này nhận thấy việc buộc thí sinh mặc trang phục bikini diễu qua lại trước đông đảo người xem không phải là "tôn vinh nét đẹp", mà là sự thiếu tôn trọng đối với phụ nữ, đó là một dạng lợi dụng cơ thể hở hang, thiếu vải của phụ nữ để câu khách. Một xã hội văn minh, coi trọng nhân phẩm phụ nữ cần phải chấm dứt những màn thi buộc phụ nữ phải mặc trang phục hở hang, thiếu vải, chịu sự săm xoi của khán giả về những ưu khuyết điểm trên cơ thể họ. Trong xã hội hiện nay, vấn đề bình đẳng giới, quyền phụ nữ ngày càng được coi trọng, nâng cao thì việc thi bikini bị loại bỏ ở các cuộc thi nhan sắc được coi là chuyện sớm muộn sẽ xảy ra.. Năm 2007, các thí sinh lọt vào vòng chung kết phần thi áo tắm Hoa hậu Trái đất 2007 đến từ Georgia, Canada, Venezuela, Tây Ban Nha, Thái Lan, Thụy Sĩ và Ấn Độ. Mặc dù nhiều cuộc thi đang hạ thấp phần thi bikini những người tham gia một số cuộc thi sắc đẹp như cuộc thi Hoa hậu Hoàn vũ, Hoa hậu Quốc tế, Hoa hậu Trái đất hoặc Hoa hậu Mỹ, được yêu cầu mặc bikini như một phần của cuộc thi. Bắt đầu từ năm 2016, cuộc thi Miss Teen USA đã loại bỏ phần thi áo tắm và thay thế bằng vòng thi trang phục thể thao.